# Tuha Peudaya
Tuha Peudaya is een bestuurslaag in het regentschap Pidie van de provincie Atjeh, Indonesië. Tuha Peudaya telt 273 inwoners (volkstelling 2010).